# Nenndorf (Wittmund)
Nenndorf is een zeer kleine gemeente in de Duitse deelstaat Nedersaksen. Samen met zeven andere gemeentes in de omgeving vormt het de Samtgemeinde Holtriem in het Landkreis Wittmund. De gemeente telt 769 inwoners.
Nenndorf ligt direct westelijk van de grotere plaats Westerholt, waar het bestuur van de Samtgemeinde zetelt. In het dorp staat een achtkante stellingmolen, 'Mühle Peters', die na brand in 1872 is herbouwd. De molen wordt door Nederlandse vrijwillige molenaars bediend. In de onmiddellijke nabijheid van Nenndorf bevindt zich een groot windmolenpark.
Voor meer gegevens zie onder Samtgemeinde Holtriem.

## Politiek
De gemeenteraad van Nenndorf bestaat uit negen gekozen leden. Als onderdeel van een Samtgemeinde heeft Nenndorf geen direct gekozen burgemeester, maar kiest de raad een lid uit haar midden tot burgemeester. Dat is voornamelijk een erefunctie. Alle negen leden van de raad zijn bij de vijfjaarlijkse verkiezingen ook in september 2021 gekozen op de lijst van de Freie Wähler.
- Gemeinsame Normdatei: 4041591-0
- Virtual International Authority File: 244535353